# Râul Tișița Mică
Râul Tișița Mică este unul din cele două brațe care formează râul Tișița. 

## Hărți
- Harta Munții Vrancea  Arhivat în 9 iunie 2008, la Wayback Machine.